# Ирион (округ)
Округ Ирион (англ. Irion county) — округ штата Техас Соединённых Штатов Америки. На 2000 год в нём проживало 1771 человек. По оценке бюро переписи населения США в 2008 году население округа составляло 1699 человек. Окружным центром является город Мерцон.

## История
Округ Ирион был сформирован в 1889 году из части округа Том-Грин. Он был назван в честь Роберта Андерсона Ириона, госсекретаря Республики Техас.

## География
По данным бюро переписи населения США площадь округа Ирион составляет 2724 км², из которых 2724 км² — суша, а 0 км² — водная поверхность (0,01 %).